# GTR (Band)
GTR war eine nach der im englischen Sprachraum verbreiteten Abkürzung für guitar („Gitarre“) benannte Rockband der beiden Gitarristen Steve Howe von Yes und Steve Hackett von Genesis, die 1985 als gitarrenbetonte Supergroup gegründet wurde und 1987 bereits wieder ihr Ende fand.

## Geschichte

### Bandgründung
1984 fasste der Ex-Genesis-Gitarrist Steve Hackett – frustriert davon, dass sein Instrument in der englischen Musikszene zunehmend eine Nebenrolle spielte – den Plan, diesem Trend eine stark gitarrenorientierte Musik entgegenzusetzen. Seine Frau schlug ihm vor, mit einem zweiten Gitarristen eine eigene Gruppe zu gründen. Der ehemalige Yes- und Asia-Manager Brian Lane, der Hackett persönlich kannte, griff die Idee auf. Er dachte dabei an gitarrenorientierte Bands der 1960er und 1970er Jahre wie die Yardbirds oder Wishbone Ash.
Ende 1984 hatte Ex-Yes-Gitarrist Steve Howe wegen Differenzen mit Sänger John Wetton die anfangs sehr erfolgreiche Band Asia verlassen. Nach einigen Wochen schlug ihm Lane vor, sich an Hacketts Projekt zu beteiligen. Beide Musiker verstanden sich derart gut, dass sie ihre Band gründeten, die durch einen stark gitarrenorientierten Stil geprägt sein sollte und, obwohl sie vom Progressive Rock kamen, sollte ihre Musik – ähnlich wie Asia – für einen breiteren Markt passen.
Als Sänger waren zunächst John Wetton und Paul Carrack im Gespräch, doch Hackett hatte Max Bacon in der Heavy-Metal-Band Nightwing singen gehört, und Howe, der sich kurz zuvor mit Wetton zerstritten hatte, setzte sich sehr für ihn ein. Als weitere Mitstreiter fanden sich Phil Spalding (Bass), der bereits mit Mike Oldfield gespielt hatte, und Jonathan Mover, der kurze Zeit Schlagzeuger bei Marillion gewesen war, ein. Mover hatte bereits vorher bei Hackett vorgespielt. Es war jedoch von vornherein klar, dass Hackett und Howe die Bandleader sein würden. Lane übernahm das Management der Band und die Plattenfirma Arista Records, die sich zu dieser Zeit aus dem Pop/Dance/Rhythm-&-Blues-Bereich zum Rock hin bewegen wollte, nahm sie unter Vertrag.

### Debütalbum
Als Produzent engagierte man Howes ehemaligen Asia-Kollegen Geoff Downes, der nach dem Ausbleiben des erhofften Erfolgs des dritten Asia-Albums Astra (und der entsprechenden Tour) Zeit für ein neues Projekt hatte. Er trug zu GTRs Debüt zudem einen Song namens The Hunter bei. Das mit GTR schlicht selbstbetitelte Album wurde ein Erfolg, es erreichte Platz 11 in den US Billboard Charts und erzielte damit Goldstatus, die erste Single When The Heart Rules The Mind erreichte eine Top-20-Platzierung in den US-Charts. Das Album enttäuschte allerdings viele Anhänger der beiden Gitarristen bzw. ihrer Stammbands Yes und Genesis, da es eher amerikanisch geprägten AOR-Rock enthielt, und nur wenig Progressive Rock, der die frühen Karrieren der beiden Gitarristen geprägt hatte. Vor allem zwei Instrumentalstücke, Hackett To Bits (Hackett) und Sketches in the Sun (Howe), stachen aus dem ansonsten mainstreamgeprägten Songmaterial hervor. Von den Songs wiesen allein Here I wait, Jekyll and Hyde und vor allem das rhythmisch komplexe Imagining einige Progressive-Rock-Charakteristika auf.

#### Entstehung der Lieder
Bereits kurz nachdem sich Hackett und Howe auf ein Bandkonzept geeinigt hatten, gingen die beiden Musiker daran, Stücke zu schreiben. Die Single When the Heart Rules the Mind und die Stücke Here I Wait, You Can Still Get Through und Toe the Line entstanden bei dieser Zusammenarbeit. Später beteiligten sich auch die anderen GTR-Musiker am Songwriting. Das Stück The Hunter stammt aus der Feder Geoff Downes’, es steht stilistisch Asia recht nahe und wäre wohl auf einem Asia-Album zu hören gewesen, hätte sich die Band nicht kurz zuvor aufgelöst. Zudem kamen Hackett und Howe überein, dass jeder der beiden ein Solostück zu dem Album beisteuern sollte.
1. When the Heart Rules the Mind (Hackett, Howe) – 5:24
- Das Stück geht auf eine Idee Howes namens Follow Your Heart zurück. Die Urversion wurde 2000 auf seinem Archivalbum Homebrew 2 veröffentlicht.

2. The Hunter (Downes) – 4:51
3. Here I Wait (Hackett, Howe) – 4:54
4. Sketches in the Sun (Howe) – 2:29
- Howes Solo-Beitrag zum Album, ein Instrumentalstück, das bereits 1979 im Umfeld der Aufnahmen für das Yes-Album Tormato entstanden war. Es ist als Bonustrack in einer frühen Fassung unter dem Titel High auf der Rhino-Veröffentlichung von Tormato zu hören.

5. Jekyll and Hyde (Bacon, Hackett, Howe) – 4:42
6. You Can Still Get Through (Hackett, Howe) – 4:53
- Das Riff dieses Songs stammt aus dem Howe-Stück Getting Through, das 2005 auf seinem Archivalbum Homebrew 3 veröffentlicht wurde.

7. Reach Out (Never Say No) (Hackett, Howe, Spalding) – 4:00
- Dieser Song geht auf eine Idee Howes namens Reaching Out zurück. Die Urversion wurde ebenfalls 2005 auf seinem Archivalbum Homebrew 3 veröffentlicht.

8. Toe the Line (Hackett, Howe) – 4:29
9. Hackett to Bits (Hackett) – 2:10
- Ein Instrumentalstück, Hacketts Solo-Beitrag zum Album.

10. Imagining (Hackett, Howe, Mover) – 5:49
- Ein Teil von Imagining ist das Howe-Stück The Last Word. Auch dieser Song wurde 2005 auf seinem Archivalbum Homebrew 3 veröffentlicht.

### Tournee
Aufgrund des Erfolges des Albums ging die Band 1986 auf eine kurze Tournee durch kleinere Hallen in den USA und in Europa. Da auf dem Album Steve Howe, Steve Hackett und Geoff Downes die Keyboards bedient hatten, musste für die Tour der Keyboarder Matt Clifford als Gastmusiker engagiert werden.
Mit den Konzerten sollten auch Fans der früheren Bands von Howe und Hackett, Yes und Genesis, angesprochen werden. Daher wurden neben den GTR-Stücken auch Songs dieser Bands gespielt: Roundabout (vom Yes-Album Fragile) und I Know What I Like (vom Genesis-Album Selling England by the Pound). Hinzu traten bekannte Solo-Stücke der beiden, darunter Pennants (Howe) und Spectral Mornings (Hackett).
Bei der Tour wurde auch ein neuer GTR-Song vorgestellt, Prizefighters. Dieses war für das zweite, bis heute unveröffentlichte GTR-Album vorgesehen. Auf dem Live-Album Live On the King Biscuit Flower Hour (1997) ist es in einer frühen Fassung zu hören, in der noch ein Gitarrenriff des später eigenständigen Songs Slot Machine eingebaut war.
Ein Konzert am 18. Juli 1986 ist erwähnenswert, weil Brian Lane sich dort mit dem kalifornischen Sänger und Gitarristen Robert Berry traf, der später Mitglied der Band werden sollte. Einen Tag später wurde das 1997 unter dem Titel Live On the King Biscuit Flower Hour veröffentlichte Konzert aufgenommen.

### Auflösung der Originalbesetzung
Spannungen in der Band, vor allem zwischen Hackett und Howe, aber auch zwischen Hackett und dem Produzenten Downes, sowie finanzielle Streitigkeiten führten zum Ende der Tour dazu, dass Steve Hackett GTR verließ, um seine Solokarriere fortzusetzen. Versuche, GTR ohne ihn fortzuführen, scheiterten an der Plattenfirma Arista, die eine Band namens GTR (Gitarre) nur dann unterstützen wollte, wenn sie mit mehr als einem namhaften Gitarristen aufwarten konnte, so dass die Urbesetzung der Band sich schließlich auflöste.

### Das unveröffentlichte zweite Album
Howe versuchte danach, die Band mit neuen Mitgliedern wiederzubeleben (von Oktober 1986 bis Oktober 1987): Nigel Glockler ersetzte Jonathan Mover am Schlagzeug und für Hackett kam der Sänger und Gitarrist Robert Berry. Der Kalifornier Berry zog nach London, wo er, ausgestattet mit einem von Geoff Downes geliehenen Keyboard und einer Drum Machine, sofort begann, Songs für GTR zu schreiben – oder für Steve Howe & Friends, der Status der neuen Band war zu dieser Zeit unklar. Auch Namen wie 'Nerotrend' und 'Nero and the Trends' waren im Gespräch. Auf Steve Howes Farm im Devon arbeiteten Berry und Howe dann gemeinsam an den Songs für das zweite Album. Unter anderem arbeiteten sie an Talkin’ ’bout, einem Stück, das später auf dem Album To the Power of Three von Berrys nächster Band Three veröffentlicht werden würde. Weitere Songs, die Berry einbrachte, waren The Love We Share, Tomorrow und Away, später umbenannt in No One Else To Blame, die später auf Berrys Soloalbum Pilgrimage to a Point veröffentlicht wurden, sowie ein Song namens Freedom, der für erste Spannungen in der Band sorgte. Er war für den Soundtrack eines Films vorgesehen, der allerdings nie zustande kam, und von Berry als Duett für sich selbst und Max Bacon angelegt. Bacon lehnte den Song jedoch ab, für seinen Geschmack klang er zu sehr nach Bruce Springsteen. Überhaupt wollte er die Gesangsarbeit nicht mit Berry teilen und auch Howe bekam nach und nach Schwierigkeiten mit Berrys sehr amerikanischem Songwriting-Stil. Ein weiteres Problem war, dass Berry Arista nicht bekannt genug war, um die Band weiterhin so zu promoten, wie sie es vor Hacketts Weggang getan hatte. Daraufhin zog sich Downes zurück. Als Berry dann im Frühjahr 1987 vom ehemaligen ELP- und Asia-Schlagzeuger Carl Palmer das Angebot bekam, gemeinsam mit Keith Emerson eine neue Band zu gründen, sagte er zu und verließ GTR/Steve Howe & Friends. Bereits im Juni 1987 nahm die neue Band Three erste Demos auf. GTR/Steve Howe & Friends löste sich einige Monate später vollends auf.
Bis März 1987 war zwar ein zweites GTR-Album aufgenommen worden, noch mit Downes als Produzent, dieses ist aber bis heute unveröffentlicht, da zwischen den beteiligten Musikern Uneinigkeit darüber besteht, wem die Bänder gehören. Über Jahre hinweg sind allerdings immer wieder Songs des zweiten Albums erschienen – auf Bootlegs, aber auch auf regulären Alben von
- Steve Howe (Running the Human Race, gesungen von Robert Berry, wurde später als Instrumental auf Turbulence veröffentlicht)
- Anderson, Bruford, Wakeman, Howe (This World’s Big Enough, gesungen von Max Bacon, ist eine Komposition Howes, die später zu dem Song Birthright auf dem Album Anderson Bruford Wakeman Howe umgearbeitet wurde)
- Steve Hackett (Cassandra, Don't Fall (umbenannt aus Solid Ground), Slot Machine, Oh, How I Love You und Prizefighters (das in einer frühen Fassung, mit einem Gitarrenriff aus dem später entstandenen Slot Machine, auch auf der King-Biscuit-Live-CD von GTR zu hören ist) von dem Album Feedback '86). Eventuell war ein Instrumental von Steve Hackett namens Beja Flor, das auf Feedback '86 unter dem Titel Notre Dame des Fleurs veröffentlicht wurde, ebenfalls noch für ein zweites GTR-Album vorgesehen. Es wurde unter dem Titel Beja Flor 1994 auf Hacketts Live-Album There Are Many Sides to the Night veröffentlicht.
- Robert Berry (No One Else to Blame, The Love We Share. Tomorrow und Freedom auf Pilgrimage to a Point)
- Asia
- Max Bacon: Auf dem Album The Higher You Climb sind mit No One Else to Blame und Hungry Warrior zwei der verlorenen GTR-Stücke zu hören.

Bislang unveröffentlicht sind:
- Young Hearts, gesungen von Robert Berry, eine andere Version wurde von Max Bacon eingesungen
- These Eyes, gesungen von Robert Berry
- Loneliness, gesungen von Robert Berry
- Young Blood, gesungen von Robert Berry
- You Can't Do That, gesungen von Robert Berry
- Endless Nights, gesungen von Robert Berry
- Sharp on Attack, ein Instrumental Howes
- Listen to the People, gesungen von Max Bacon

### Nach dem Ende von GTR
Nach seinem Ausstieg bei GTR wandte sich Steve Hackett wieder seiner Solokarriere zu.
Steve Howe sollte einige Jahre später über den Umweg Anderson, Bruford, Wakeman, Howe zu Yes zurückkehren. Auf seinen Archivveröffentlichungen „Homebrew“ und „Homebrew 3“ finden sich interessante Ur- und Demoversionen einiger GTR-Stücke. Auf „Homebrew“: „Sketches in the Sun“, auf „Homebrew 3“: „Reaching Out“ (später als Teil von „Reach Out (Never Say No)“ auf „GTR“), „The Last Word“ (später als Teil von „Imagining“ auf „GTR“), „Getting Through“ (später als Teil von „You Can Still Get Through“ auf „GTR“). Eine Coverversion von „The Hunter“ ist auf dem Asia-Album „Anthology“ zu hören.
Produzent Geoff Downes wandte sich 1987 nach einem kurzen und missglückten Versuch, Asia mit Sänger John Wetton, Schlagzeuger Michael Sturgis und Gitarrist Scott Gorham (ex-Thin Lizzy) wiederzubeleben, zusammen mit Max Bacon, Sturgis und Gorham einem neuen Projekt namens Rain zu, das allerdings nie verwirklicht wurde.
Max Bacon wirkte zunächst bei Geoff Downes’ Rain-Projekt mit und versuchte dann, eine Solokarriere zu starten, doch seinem ersten Album „The Higher You Climb“, auf dem auch zwei der verlorenen GTR-Stücke zu hören sind, war kein großer Erfolg beschieden. Auf diesem Album sind alle GTR-Bandmitglieder außer Robert Berry zu hören, darunter Phil Spalding und Nigel Glockler von der zweiten GTR-Besetzung.
Robert Berry wurde nach GTR einem breiteren (Progressive-Rock-) Publikum durch seine Zusammenarbeit mit Keith Emerson und Carl Palmer unter dem Namen Three bekannt. Die Band nahm ein einziges Album, namens „To the Power of Three“ auf und zerfiel danach. Seither arbeitet er als Produzent und Solokünstler.
Am 23. Januar 2008 veröffentlichte das Label CDJapan die DVD GTR Live, mit Aufnahmen eines vom Bayerischen Rundfunk übertragenen Konzerts in der Münchener Alabamahalle vom 22. September 1986. Sie enthält die Songs Jekyll & Hyde, Here I Wait, The Hunter, When the Heart Rules the Mind, Prizefighters, Imagining, Hackett to Bits (edit), Roundabout, You Can Still Get Through und Reach Out (Never Say No).

## Diskografie

### Studioalben
| Jahr | Titel | Höchstplatzierung, Gesamtwochen, AuszeichnungChartplatzierungen (Jahr, Titel, Platzierungen, Wochen, Auszeichnungen, Anmerkungen) | Höchstplatzierung, Gesamtwochen, AuszeichnungChartplatzierungen (Jahr, Titel, Platzierungen, Wochen, Auszeichnungen, Anmerkungen) | Höchstplatzierung, Gesamtwochen, AuszeichnungChartplatzierungen (Jahr, Titel, Platzierungen, Wochen, Auszeichnungen, Anmerkungen) | Höchstplatzierung, Gesamtwochen, AuszeichnungChartplatzierungen (Jahr, Titel, Platzierungen, Wochen, Auszeichnungen, Anmerkungen) | Höchstplatzierung, Gesamtwochen, AuszeichnungChartplatzierungen (Jahr, Titel, Platzierungen, Wochen, Auszeichnungen, Anmerkungen) | Anmerkungen                     |
| Jahr | Titel | DE | AT | CH | UK | US | Anmerkungen                     |
| ---- | ----- | --- | --- | --- | --- | --- | ------------------------------- |
| 1986 | GTR   | DE39 (7 Wo.)DE | — | — | UK41 (4 Wo.)UK | US11 Gold · (26 Wo.)US | Erstveröffentlichung: Juni 1986 |

Weitere Veröffentlichungen
- 1997: Live on the King Biscuit Flower Hour
- 2002: Roundabout
- 2008: GTR Live

### Singles
| Jahr | Titel Album                       | Höchstplatzierung, Gesamtwochen, AuszeichnungChartplatzierungen (Jahr, Titel, Album, Platzierungen, Wochen, Auszeichnungen, Anmerkungen) | Höchstplatzierung, Gesamtwochen, AuszeichnungChartplatzierungen (Jahr, Titel, Album, Platzierungen, Wochen, Auszeichnungen, Anmerkungen) | Höchstplatzierung, Gesamtwochen, AuszeichnungChartplatzierungen (Jahr, Titel, Album, Platzierungen, Wochen, Auszeichnungen, Anmerkungen) | Höchstplatzierung, Gesamtwochen, AuszeichnungChartplatzierungen (Jahr, Titel, Album, Platzierungen, Wochen, Auszeichnungen, Anmerkungen) | Höchstplatzierung, Gesamtwochen, AuszeichnungChartplatzierungen (Jahr, Titel, Album, Platzierungen, Wochen, Auszeichnungen, Anmerkungen) | Anmerkungen                       |
| Jahr | Titel Album                       | DE | AT | CH | UK | US | Anmerkungen                       |
| ---- | --------------------------------- | --- | --- | --- | --- | --- | --------------------------------- |
| 1986 | When the Heart Rules the Mind GTR | — | — | — | UK82 (2 Wo.)UK | US14 (16 Wo.)US | Erstveröffentlichung: April 1986  |
| 1986 | The Hunter GTR                    | — | — | — | — | US85 (6 Wo.)US | Erstveröffentlichung: August 1986 |